# William P. Latham
William Peters Latham (Shreveport, 4 januari 1917 – Denton, 24 februari 2004) was een Amerikaanse componist, muziekpedagoog en dirigent. Hij was een zoon van het echtpaar Eugenia Peters Latham en Lawrence I. Latham. 

## Levensloop
Latham studeerde in Kentucky en behaalde zijn Bachelor of Music. Verder studeerde hij compositie en muziektheorie aan het Cincinnati College-Conservatory of Music (CCM) in Cincinnati, waar hij zijn Master of Music behaalde. Zijn studies voltooide hij aan de bekende Eastman School of Music in Rochester waar hij tot Ph.D. (Philosophiæ Doctor) in 1950/1951 met de proefschrift Symfonie nr. 1 voor orkest promoveerde. Tot zijn docenten behoorden onder anderen Sir Eugene Aynsley Goossens en Howard Hanson.
Tijdens de Tweede Wereldoorlog was hij als componist werkzaam voor de Militaire muziekkapel van het 10e Cavalerie Regiment en speelde in deze militaire kapel ook als muzikant mee. Op 18 april 1946 huwde hij met Joan M. Seyler in Cincinnati. 
Van 1946 tot 1965 was hij docent voor muziektheorie en compositie en vanaf 1959 zelfs professor aan de Universiteit van Noord-Iowa in Cedar Falls. In 1965 werd hij docent voor compositie aan het College of Music van de Universiteit van Noord-Texas in Denton. In 1978 werd hij tot erkende professor benoemd en in juni 1984 ging hij met pensioen, maar werkte verder als Professor emeritus aan deze instelling. Tot zijn leerlingen behoorden onder anderen Jack Benson, David Jeffrey Long, Clancy Weeks, Francis Osentowski, John Wasson en James Neel.
Hij componeerde 118 werken, waarvan 62 zijn gepubliceerd. Zijn werken werden geïnterpreteerd door bekende Amerikaanse en buitenlandse orkesten zoals het Cincinnati Symphony Orchestra, het Eastman-Rochester Philharmonic Orchestra, het Dallas Symphony Orchestra, het Saint Louis Symphony Orchestra, het Symfonisch Orkest van de RTBF te Brussel en het Radio Filharmonisch Orkest in Hilversum, maar ook in Canada en Japan.

## Composities

### Werken voor orkest
- 1950 Fantasy concerto, voor dwarsfluit en strijkorkest
- 1950 Symfonie nr. 1, voor orkest
- 1953 Sinfonietta, voor orkest
- 1951 Suite, voor trompet en strijkorkest[1] - won de Phi Mu Alpha Sinfonia Fraternity of America prijs in 1952
- 1962 Concerto grosso, voor sopraansaxofoon, altsaxofoon en kamerorkest
- 1968 Concertino, voor altsaxofoon en orkest
- 1984 Jubilee thirteen-fifty, voor orkest
- 1994 Excelsior K2, voor kamerorkest

### Werken voor harmonieorkest
- 1954 Brighton Beach March[2]
- 1954 Psalm 130, voor gemengd koor en harmonieorkest
- 1954 Psalm 148, voor gemengd koor en harmonieorkest
- 1955 Il Pasticcio, ouverture
- 1956 Proud Heritage, concertmars
- 1956 Three Choral Preludes
  1. Break forth o beauteous heavenly light ("Ermunter dich, mein schwacher Geist")
  2. My Heart is filled with longing (O sacred head now wounded) ("Herzlich tut mich verlangen")
  3. Now thank we all our God ("Nun danket alle Gott")
- 1957 Court Festival Suite[3]
  1. Intrada
  2. Pavan
  3. Galliard
  4. "The horses" Branle
- 1960 Concerto grosso, voor sopraansaxofoon, altsaxofoon en harmonieorkest - opgedragen aan Karin Rascher en Sigurd Rascher
- 1960 Honors Day - Ceremonial March
- 1961 Quiet Tune
- 1962 Plymouth - Variations on an Original Theme, voor harmonieorkest
- 1962 Silver Anniversary Suite
  1. Overture
  2. Intermezzo
  3. Grand Waltz
- 1964 Three by four, concertmars
- 1965 Dionysian Festival
- 1965 Escapades
- 1965 Te Deum, voor gemengd koor en harmonieorkest
- 1966 Passacaglia and Fugue
- 1967 Dodecaphonic Set - five twelve-tone pieces
  1. Fast
  2. Slow
  3. Moderately fast
  4. Slow waltz
  5. Very slow; very fast
- 1967 Serenade
- 1968 Concertino, voor altsaxofoon en harmonieorkest
- 1969 Fantasy, voor trompet en harmonieorkest
- 1971 Prayers in Space
- 1973 Dilemmae
- 1974 Prolegomena
- 1975 Revolution!
- 1976 Fusion
- 1979 March 6
- Concert, voor altsaxofoon en harmonieorkest
- Drones, Airs and Games
- Swingin' reel
- Two Psalms, voor gemengd koor en harmonieorkest

### Missen en andere kerkmuziek
- 1952 The ascension of Jesus, cantate voor bariton, hobo en orgel
- 1954 Psalm 130, voor gemengd koor en harmonieorkest
- 1954 Psalm 148, voor gemengd koor en harmonieorkest
- 1955 Sister, awake, madrigaal voor vrouwenkoor (SSA) - tekst: anoniem vanuit de 16e eeuw
- 1956 Gloria, voor gemengd koor
- 1956 Hosanna to the Son of David, een anthem voor palmzondag voor lage zangstem en orgel
- 1958 Hymn Prayer, voor unisono kinderkoor - tekst: Maurice Clark
- 1967 Glory be to God on high, voor gemengd koor
- 1988 Missa brevis, voor jeugdkoor, gemengd koor en piano
- 1989 Missa novella, voor gemengd koor en piano (of keyboard)
- 1990 The sacred flame, cantate voor bariton en orkest (2 altsaxofoons (ook met dwarsfluiten), 2 tenorsaxofoons (ook met hobo en klarinet), baritonsaxofoon, 3 trompetten, 2 hoorns, 3 trombones, tuba, elektrisch keyboard, elektrische basgitaar, drumstel en strijkers) - tekst: van de componist, Mary Coleridge en Thomas Moore
- 1995 My heart sings, voor gemengd koor - tekst: Psalm 150 en Psalm 30
- 1965 Te Deum, voor gemengd koor en harmonieorkest (of voor gemengd koor, orgel en slagwerk)
- Salve festa dies - Prelude, Fugue and Processional, voor gemengd koor en orgel - gebaseerd op A Sarum hymn for use at Eastertide, Ascensiontide, Whitsuntide and other festivals
- St. David's Mass - Music for Eucharist
- Two Psalms, voor gemengd koor en harmonieorkest

### Muziektheater

#### Opera
| Voltooid in | titel                    | aktes                        | première | libretto        |
| ----------- | ------------------------ | ---------------------------- | -------- | --------------- |
| 1980        | Orpheus in Pecan Springs | proloog, 3 scènes en epiloog |          | Thomas Holliday |

### Vocale muziek

#### Cantates
- 1969 Blind with rainbows, cantate voor solisten, gemengd koor en orkest - tekst: James Hearst (1900-1983)

#### Werken voor koor
- 1955 Flow, O my tears, voor gemengd koor
- 1961 A Prophecy of Peace, voor gemengd koor en instrumentaal ensemble (of orgel)
- 1966 Songs of a day Rome was not built in, voor mannenkoor (TTBB)
  1. On a Hairy philosopher - tekst: Luxorius (Latijnse dichter vanuit de 6e eeuw)
  2. A Kiss
  3. A boozer's Dream
  4. On a Statue of Venus

#### Liederen
- 1960 The new love and the old, voor zangstem en piano - tekst: Arthur William Edgar O'Shaughnessy (1844-1881)
- 1968 Scatter the petals, vier liederen voor tenor, harp, altfluit en altviool 
  1. Beggared
  2. Love in autumn
  3. Love's ways
  4. Scatter the petals
- 1981 Te Deum Tejas, acht liederen voor sopraan, dwarsfluit en slagwerk 
  1. Penance
  2. The Old Alamo
  3. December
  4. Epiphany
  5. Salvation
  6. A Voyager
  7. The Surried Self, Subjunctive
  8. Fourth Dimension

### Kamermuziek
- 1949 Sonate, voor hobo en piano
- 1954 Suite in Baroque style, voor dwarsfluit en piano
- 1959 Sonate, voor blokfluit (sopraan of alt) en klavecimbel
- 1965 Sonate nr. 2, voor dwarsfluit en klavecimbel (of piano)
- 1965 Sonate nr. 2, voor hobo (of althobo) en klavecimbel (of piano)
- 1969 Sonate, voor viool en piano
- 1971 Sisyphus 1971, voor altsaxofoon en piano
- 1978 Eidólons, voor eufonium en piano
- 1981 Ex tempore, voor altsaxofoon
- 1984 Ion, the rhapsode, voor klarinet en piano

### Werken voor orgel
- 1969 Improvisation on "Salve festa dies"

### Werken voor piano
- 1969 Sonatina
- 1969 Sonatina, Transparency
- 1976 Bravoure

### Pedagogische werken
- 1966 Five atonal studies, voor klarinet

## Publicaties
- Order and Freedom: The Composer's Dilemma, op de internetpagina van "College Music Symposium - Journal of the College Music Society", 1 oktober 1984.